# Heinz Jungnickel (Kältetechniker)
Heinz Jungnickel (* 29. November 1914 in Radebeul; † 15. Juni 2006 ebenda) war ein deutscher Kältetechniker. Er galt als die „zentrale… Persönlichkeit auf dem Fachgebiet Kältetechnik im Osten Deutschlands“.

## Leben
Jungnickel kam als zweites Kind eines Lehrers im Haus Paul-Gerhardt-Straße 3 in Radebeul-Serkowitz zur Welt. Seine Mutter starb bereits 1918. Jungnickel besuchte die Sächsische Landesschule in Klotzsche, die er 1934 mit dem Abitur abschloss. Er studierte von 1935 bis 1940 Physik an der Technischen Hochschule Dresden, wobei sein Studium vom Militärdienst unterbrochen wurde, und war anschließend bis 1942 als Regierungsrat im wissenschaftlichen Dienst des Marine-Observatoriums in Greifswald tätig. Am 28. November 1938 beantragte er die Aufnahme in die NSDAP und wurde rückwirkend zum 1. November desselben Jahres aufgenommen (Mitgliedsnummer 7.017.026). Von 1942 bis 1945 war er Abteilungsleiter des Bevollmächtigten für Hochfrequenzforschung am August-Toepler-Institut der THD. Im Jahr 1944 promovierte er bei Hans Falkenhagen mit einer Arbeit über Die konzentrische Hohlleitung als Messinstrument im Dezimeter- und Zentimeter-Wellengebiet.

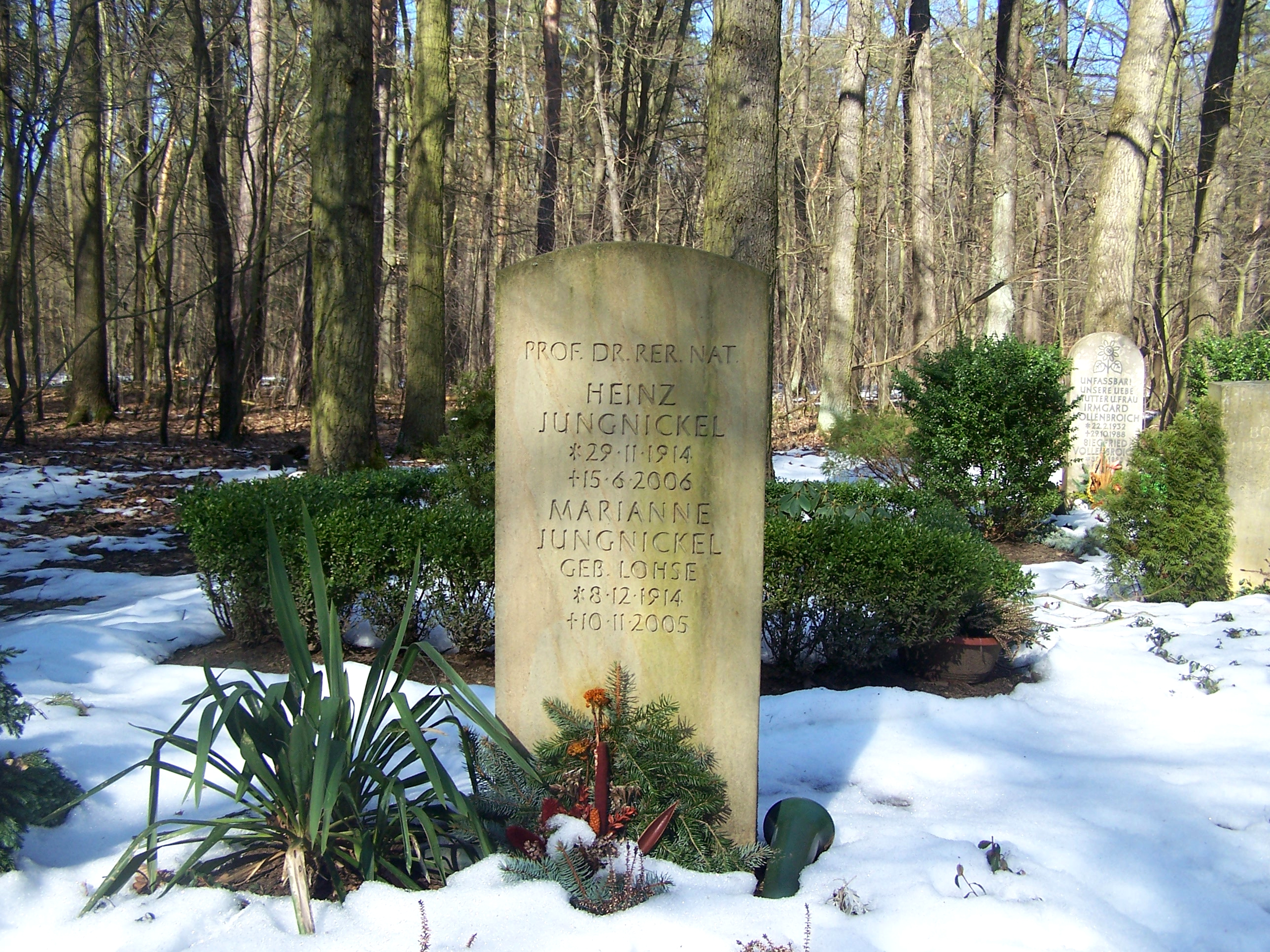
Heinz Jungnickels Grab in Dresden

Ab 1946 war Jungnickel als freischaffender Ingenieur tätig und war Inhaber der Mechanischen Werkstatt Lehnmühle mit angeschlossenem Sauerstoffwerk. Er wurde 1952 Lehrbeauftragter für Kältetechnik an der Fakultät Maschinenwesen der TH Dresden und war 1953 Mitarbeiter und von 1954 bis 1969 Chefkonstrukteur des VEB Projektierung und Anlagenbau Chemie Dresden bzw. der VVB Chemie- und Klimaanlagen. Er wurde 1954 Titularprofessor für Kältetechnik und Chefkonstrukteur im VVB NAGEMA. Für die Errichtung der ersten Argonerzeugung 1958 in Leuna erhielt er den Nationalpreis für Wissenschaft und Technik.
Im Jahr 1958 erhielt er einen Ruf als Professor mit Lehrstuhl für Kältetechnik an die TH Dresden. Von 1959 bis 1964 war er Direktor des Instituts für Chemie- und Kälteausrüstungen der VVB Chemie- und Klimaanlagen Dresden. Von 1969 bis zu seiner Emeritierung 1979 lehrte und forschte Jungnickel als ordentlicher Professor für Energieumwandlung (Kältetechnik) sowie von 1968 bis 1972 als Direktor der Sektion Energieumwandlung an der TU Dresden. Während seiner Wirkungszeit an der TU Dresden betreute er rund 270 Diplomanden und 36 Doktoranden. Nach seiner Emeritierung war er weiterhin wissenschaftlich aktiv, war Mitglied in internationalen wissenschaftlichen Gremien und unterstützte ab 1990 die Neugestaltung der TU Dresden. Im Jahr 1998 erhielt er aufgrund seiner „hervorragend[en] wissenschaftlich-technischen Leistung“ das Bundesverdienstkreuz 1. Klasse. Jungnickel verstarb 2006 in Radebeul und wurde auf dem Heidefriedhof in Dresden beigesetzt.

## Publikationen (Auswahl)
- 1944: Die konzentrische Hohlleitung als Meßinstrument im Dezimeter- und Zentimeter-Wellengebiet – Dissertation
- 1952: Die Kunststoffe Vinidur und Igelit – mit Heinz Wippenhohn
- 1955: PVC-Kunststoffe für Industrie und Handwerk – mit Heinz Wippenhohn
- 1972: Tiefe Temperaturen in der Verfahrenstechnik – mit Werner Otto
- 1980: Grundlagen der Kältetechnik (3. Auflage 1990) – mit Rainer Agsten und Wolf Eberhard Kraus

## Auszeichnungen (Auswahl)
- 1959: Nationalpreis der DDR III. Klasse für Wissenschaft und Technik
- 1990: Ehrenmitglied des Deutschen Kälte- und Klimatechnischen Vereins[2]
- 1998: Bundesverdienstkreuz 1. Klasse